# Rigadin, garçon de banque
Pour plus de détails, voir Fiche technique et Distribution.
Rigadin, garçon de banque est un film muet français réalisé par Georges Monca, sorti en 1912.

## Fiche technique
- Titre : Rigadin, garçon de banque
- Réalisation : Georges Monca
- Scénario : Mariani, Géo de Robeyre
- Photographie :
- Montage :
- Société de production : Pathé Frères
- Société de distribution : Pathé|Pathé Frères
- Pays d'origine :  France
- Langue : film muet avec les intertitres en français
- Métrage : 210 mètres
- Format : Noir et blanc — 35 mm — 1,33:1 — Muet
- Genre :  Comédie
- Durée : 7 minutes
- N° de catalogue Pathé : 4808
- Dates de sortie : 
  - France : 1er mars 1912

## Distribution
- Charles Prince : Rigadin
- Suzanne Demay
- Armand Lurville
- Herman Grégoire
- Paul Calvin
- Antony